# Perryton (Texas)
Perryton ist die Bezirkshauptstadt und Sitz der Countyverwaltung (County Seat) des Ochiltree County im US-Bundesstaat Texas in den Vereinigten Staaten. Das U.S. Census Bureau hat bei der Volkszählung 2020 eine Einwohnerzahl von 8.492 ermittelt.

## Geographie
Die Stadt liegt im äußersten Norden von Texas, im Texas Panhandle, am U.S. Highway 83 an der Grenze zu Oklahoma. Sie hat eine Gesamtfläche von 11,5 km².

## Geschichte
Der Ort wurde 1919 gegründet und nach George M. Perry, einem frühen Bezirksrichter in dieser Gegend, benannt.

## Demografische Daten
Nach der Volkszählung im Jahr 2000 lebten hier 7.774 Menschen in 2.785 Haushalten und 2.113 Familien. Die Bevölkerungsdichte betrug 677,6 Einwohner pro km2. Ethnisch betrachtet setzte sich die Bevölkerung zusammen aus 85,23 % weißer Bevölkerung, 0,15 % Afroamerikanern, 0,98 % amerikanischen Ureinwohnern, 0,40 % Asiaten, 0,01 % Bewohnern aus dem pazifischen Inselraum und 11,10 % aus anderen ethnischen Gruppen. Etwa 2,12 % waren gemischter Abstammung und 34,13 % der Bevölkerung waren spanischer oder lateinamerikanischer Abstammung.
Von den 2.785 Haushalten hatten 42,3 % Kinder unter 18 Jahre, die im Haushalt lebten. 62,6 % davon waren verheiratete, zusammenlebende Paare. 8,7 % waren allein erziehende Mütter und 24,1 % waren keine Familien. 21,3 % aller Haushalte waren Singlehaushalte und in 9,5 % lebten Menschen, die 65 Jahre oder älter waren. Die Durchschnittshaushaltsgröße betrug 2,77 und die durchschnittliche Größe einer Familie belief sich auf 3,22 Personen.
31,3 % der Bevölkerung waren unter 18 Jahre alt, 8,7 % von 18 bis 24, 28,9 % von 25 bis 44, 19,8 % von 45 bis 64, und 11,3 % die 65 Jahre oder älter waren. Das Durchschnittsalter war 33 Jahre. Auf 100 weibliche Personen aller Altersgruppen kamen 98,1 männliche Personen. Auf 100 Frauen im Alter von 18 Jahren und darüber kamen 94,4 Männer.

Das jährliche Durchschnittseinkommen eines Haushalts betrug 37.363 USD, das Durchschnittseinkommen einer Familie 45.045 USD. Männer hatten ein Durchschnittseinkommen von 31.803 USD gegenüber den Frauen mit 19.694 USD. Das Prokopfeinkommen betrug 16.431 USD. 13,2 % der Bevölkerung und 9,7 % der Familien lebten unterhalb der Armutsgrenze. Davon waren 18,4 % Kinder und Jugendliche unter 18 Jahren und 10,2 % waren 65 oder älter.